# Piekary (gmina Strzelce Wielkie)
Piekary – osada w Polsce położona w województwie łódzkim, w powiecie pajęczańskim, w gminie Strzelce Wielkie.
W latach 1975–1998 osada należała administracyjnie do województwa częstochowskiego.